# Jehan Daruvala

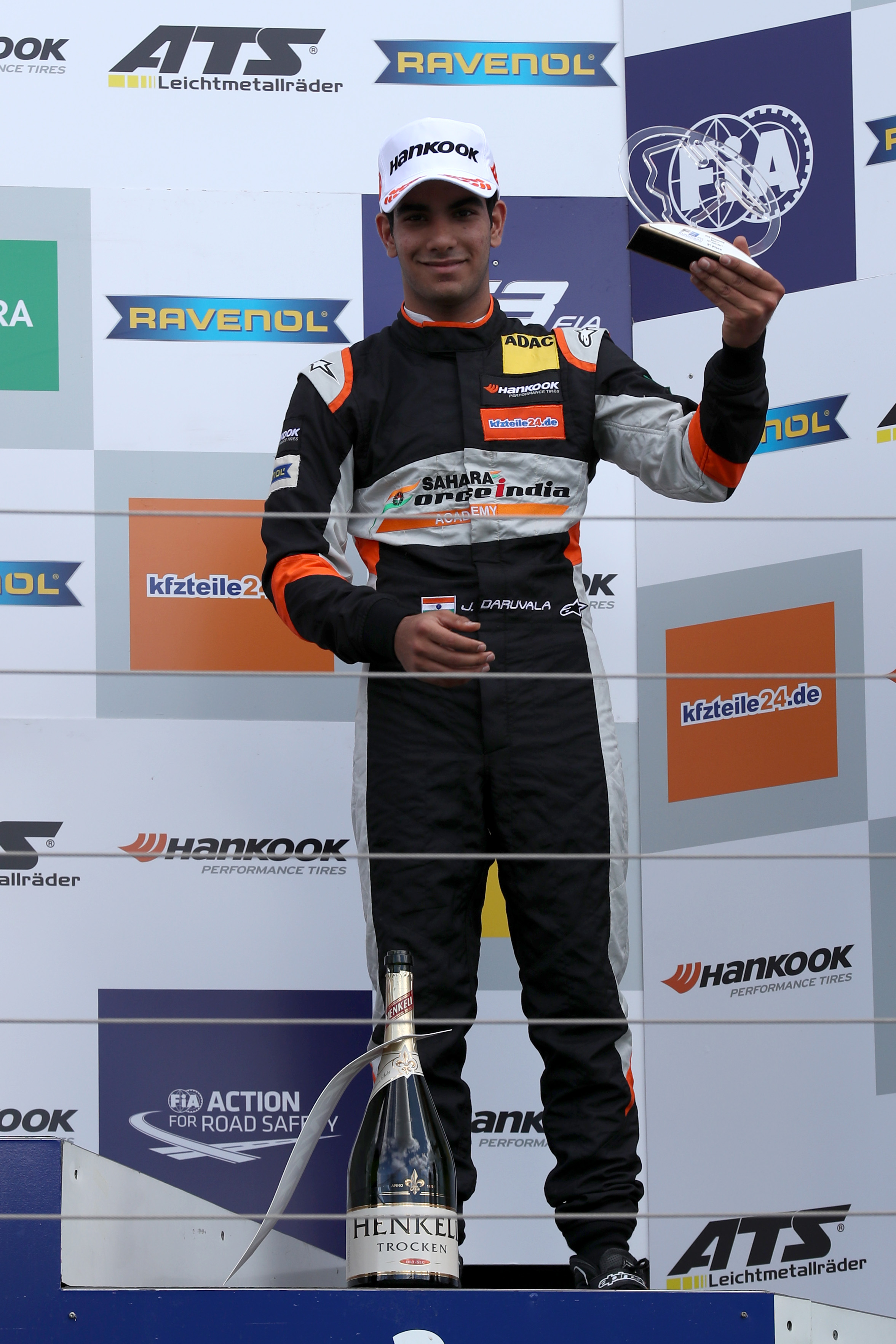
Jehan Daruvala, 2017

Jehan Daruvala (Marathi जेहान दारूवाला Jēhān Dārūvālā; * 1. Oktober 1998 in Mumbai) ist ein indischer Automobilrennfahrer. Er startet seit 2020 in der FIA-Formel-2-Meisterschaft und fährt 2023 für MP Motorsport.

## Karriere

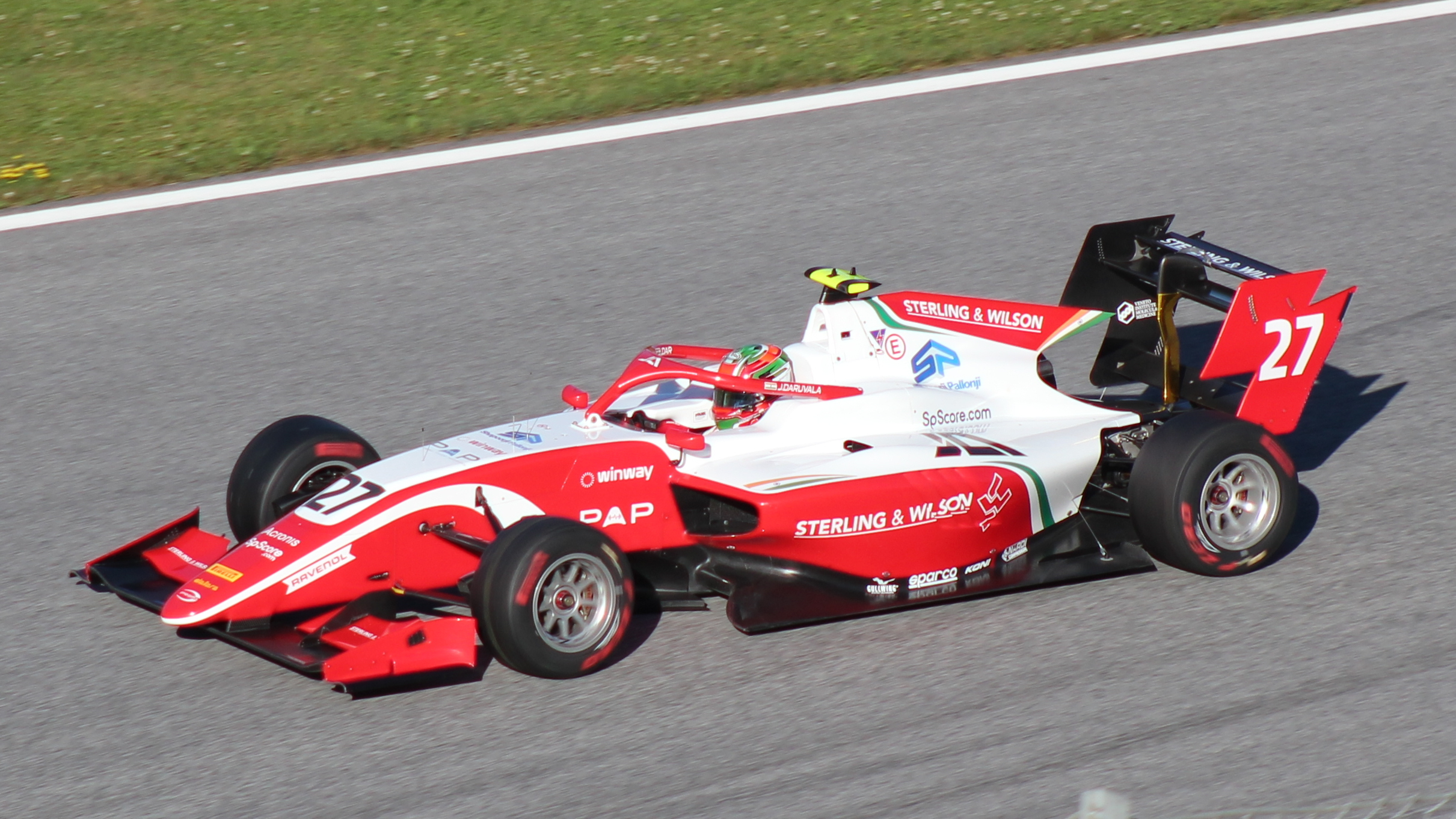
Jehan Daruvala beim Formel-3-Rennen in Spielberg 2019

Daruvala begann seine Motorsportkarriere 2011 im Kartsport, in dem er bis 2014 aktiv blieb. Unter anderem wurde er 2012 Asien-Pazifik-Meister der KF3-Kategorie. 2014 erreichte er den zweiten Platz in der deutschen Kartmeisterschaft und den dritten Platz in der CIK-FIA-Weltmeisterschaft. Während seiner Kartzeit wurde er im Rahmen der One in a Billion-Talentsichtung des Formel-1-Rennstalls Force India als Gewinner in deren Förderprogramm aufgenommen.
2015 debütierte Daruvala im Formelsport und trat für Fortec Motorsport in der nordeuropäischen Formel Renault an. Mit drei Podest-Platzierungen schloss er seine Debütsaison auf dem fünften Platz ab. Darüber hinaus absolvierte er für Fortec Gaststarts in der alpinen Formel Renault und im Formel Renault 2.0 Eurocup. 2016 begann Daruvala in der Toyota Racing Series in Neuseeland für M2 Competition. Er gewann drei Rennen und wurde mit 789 zu 924 Punkten Zweiter hinter seinem Teamkollegen Lando Norris. Anschließend fuhr er erneut in Europa. Für Josef Kaufmann Racing erreichte er den neunten Gesamtrang im Formel Renault 2.0 Eurocup und er belegte mit einem Sieg den vierten Platz in der nordeuropäischen Formel Renault. Norris war erneut sein Teamkollege und entschied beide Meisterschaften für sich.
Anfang 2017 kehrte Daruvala in die Toyota Racing Series zu M2 Motorsport zurück. Mit zwei Siegen wurde er Gesamtfünfter. Anschließend trat Daruvala in der europäischen Formel-3-Meisterschaft 2017 und 2018 für Carlin an.
2019 wechselte er in die FIA Formel 3 Meisterschaft, wo er für das Prema Powerteam an den Start ging. Er schloss die Saison hinter seinen beiden Teamkollegen Marcus Armstrong und Robert Schwarzman auf Rang 3 ab. Er konnte dabei 2 Rennen gewinnen und landete 7 mal auf dem Podium.
Nach dem Bankrott von Force India endete auch das Junior Programm des Rennstalls. Daruvala ist seit der Saison 2020 jedoch Teil des Red-Bull-Juniorprogramms, wodurch er auch die Möglichkeit bekam in der FIA-Formel-2-Meisterschaft anzutreten. Er ging als Teamkollege von Yuki Tsunoda, ebenfalls Red Bull Junior, erneut für Carlin an den Start. Die Saison beendete er mit 72 Punkten auf Platz 12.
2021 fuhr er erneut in der FIA-Formel-2-Meisterschaft mit dem Team Carlin. Mit einem Rennsieg und 113 Punkten erzielte er den siebten Rang in der Gesamtwertung. Überdies fuhr er in der asiatischen Formel-3-Meisterschaft 2021, welche er auf dem dritten Platz in der Wertung beendete.
Im folgenden Jahr wechselte Daruvala innerhalb der FIA-Formel-2-Meisterschaft zu Prema Racing. Er erzielte wie im vorherigen Jahr den siebten Platz im Klassement.

## Statistik

### Karrierestationen
- 2011–2014: Kartsport
- 2015: Nordeuropäische Formel Renault (Platz 5)
- 2016: Toyota Racing Series (Platz 2)
- 2016: Formel Renault 2.0 Eurocup (Platz 9)
- 2016: Nordeuropäische Formel Renault (Platz 4)
- 2017: Toyota Racing Series (Platz 5)
- 2017: Europäische Formel 3 (Platz 6)
- 2018: Europäische Formel 3 (Platz 10)
- 2019: Formel 3 (Platz 3)
- 2020: Formel 2 (Platz 12)
- 2021: Formel 2 (Platz 7)
- 2022: Formel 2 (Platz 7)
- 2023: Formel 2 (Platz 12)
- 2024: Formel E (Platz 21)

### Einzelergebnisse in der europäischen Formel-3-Meisterschaft
| Jahr | Team   | Motor      | 1   | 2   | 3   | 4   | 5   | 6   | 7   | 8   | 9   | 10  | 11  | 12  | 13  | 14  | 15  | 16  | 17  | 18  | 19  | 20  | 21  | 22  | 23  | 24  | 25  | 26  | 27  | 28  | 29  | 30  | Punkte | Rang |
| ---- | ------ | ---------- | --- | --- | --- | --- | --- | --- | --- | --- | --- | --- | --- | --- | --- | --- | --- | --- | --- | --- | --- | --- | --- | --- | --- | --- | --- | --- | --- | --- | --- | --- | ------ | ---- |
| 2017 | Carlin | Volkswagen | SIL | SIL | SIL | MNZ | MNZ | MNZ | PAU | PAU | PAU | HUN | HUN | HUN | NOR | NOR | NOR | SPA | SPA | SPA | ZAN | ZAN | ZAN | NÜR | NÜR | NÜR | SPI | SPI | SPI | HOC | HOC | HOC | 191    | 6.   |
| 2017 | Carlin | Volkswagen | 10  | 8   | 6   | 2   | 8   | 9   | 10  | 9   | 11  | 3   | 8   | 9   | 6   | 4   | 1   | 4   | 5   | 5   | 9   | 16  | 14  | 6   | 10  | 5   | 13  | 5   | 6   | 5   | 8   | 20* | 191    | 6.   |

### Einzelergebnisse in der FIA-Formel-2-Meisterschaft
| Jahr | Team   | 1   | 2   | 3   | 4   | 5   | 6   | 7   | 8   | 9   | 10  | 11  | 12  | 13  | 14  | 15  | 16  | 17  | 18  | 19  | 20  | 21  | 22  | 23  | 24  | 25  | 26  | 27  | 28  | Pos | Punkte |
| ---- | ------ | --- | --- | --- | --- | --- | --- | --- | --- | --- | --- | --- | --- | --- | --- | --- | --- | --- | --- | --- | --- | --- | --- | --- | --- | --- | --- | --- | --- | --- | ------ |
| 2020 | Carlin | AUT | AUT | AUT | AUT | HUN | HUN | GBR | GBR | GBR | GBR | ESP | ESP | BEL | BEL | ITA | ITA | ITA | ITA | RUS | RUS | BHR | BHR | BHR | BHR |     |     |     |     | 12. | 12.    |
| 2020 | Carlin | 12  | 16  | 12  | 9   | 6   | 7   | 12  | 4   | 12  | 9   | 17  | 17  | 19  | 16  | 10  | 6   | 10  | 7   | 5   | 11  | 3   | DNF | 7   | 1   |     |     |     |     | 12. | 12.    |
| 2021 | Carlin | BHR | BHR | BHR | MON | MON | MON | AZE | AZE | AZE | GBR | GBR | GBR | ITA | ITA | ITA | RUS | RUS | RUS | KSA | KSA | KSA | UAE | UAE | UAE |     |     |     |     | 7.  | 113    |
| 2021 | Carlin | 2   | 4   | 6   | 11  | 8   | DNF | 4   | 3   | 7   | 12  | 19  | 10  | 9   | 1   | 5   | 12  | C   | 3   | 10  | 14  | 11  | 1   | 7   | 11  |     |     |     |     | 7.  | 113    |
| 2022 | Prema  | BHR | BHR | KSA | KSA | IT1 | IT1 | ESP | ESP | MCO | MCO | ASE | ASE | GBR | GBR | AUT | AUT | FRA | FRA | HUN | HUN | BEL | BEL | NLD | NLD | IT2 | IT2 | UAE | UAE | 7.  | 126    |
| 2022 | Prema  | 2   | 12  | 7   | 3   | 2   | 9   | 4   | DNF | 2   | 8   | 2   | 4   | 8   | 7   | 11  | 12  | 2   | 7   | 17  | 11  | DNS | 20  | 16  | 10  | 3   | 1   | DNF | 13  | 7.  | 126    |

| Legende  | Legende            | Legende                                                          |
| Farbe    | Abkürzung          | Bedeutung                                                        |
| -------- | ------------------ | ---------------------------------------------------------------- |
| Gold     | –                  | Sieg                                                             |
| Silber   | –                  | 2. Platz                                                         |
| Bronze   | –                  | 3. Platz                                                         |
| Grün     | –                  | Platzierung in den Punkten                                       |
| Blau     | –                  | Klassifiziert außerhalb der Punkteränge                          |
| Violett  | DNF                | Rennen nicht beendet (did not finish)                            |
| Violett  | NC                 | nicht klassifiziert (not classified)                             |
| Rot      | DNQ                | nicht qualifiziert (did not qualify)                             |
| Rot      | DNPQ               | in Vorqualifikation gescheitert (did not pre-qualify)            |
| Schwarz  | DSQ                | disqualifiziert (disqualified)                                   |
| Weiß     | DNS                | nicht am Start (did not start)                                   |
| Weiß     | WD                 | zurückgezogen (withdrawn)                                        |
| Hellblau | PO                 | nur am Training teilgenommen (practiced only)                    |
| Hellblau | TD                 | Freitags-Testfahrer (test driver)                                |
| ohne     | DNP                | nicht am Training teilgenommen (did not practice)                |
| ohne     | INJ                | verletzt oder krank (injured)                                    |
| ohne     | EX                 | ausgeschlossen (excluded)                                        |
| ohne     | DNA                | nicht erschienen (did not arrive)                                |
| ohne     | C                  | Rennen abgesagt (cancelled)                                      |
| ohne     | keine WM-Teilnahme |                                                                  |
| sonstige | P/fett             | Pole-Position                                                    |
| sonstige | 1/2/3/4/5/6/7/8    | Punktplatzierung im Sprint-/Qualifikationsrennen                 |
| sonstige | SR/kursiv          | Schnellste Rennrunde                                             |
| sonstige | *                  | nicht im Ziel, aufgrund der zurückgelegten Distanz aber gewertet |
| sonstige | ()                 | Streichresultate                                                 |
| sonstige | unterstrichen      | Führender in der Gesamtwertung                                   |

### Einzelergebnisse in der FIA-Formel-E-Weltmeisterschaft
| Jahr    | Team                | 1   | 2   | 3   | 4   | 5   | 6   | 7   | 8   | 9   | 10  | 11  | 12  | 13  | 14  | 15  | 16  | Punkte | Rang |
| ------- | ------------------- | --- | --- | --- | --- | --- | --- | --- | --- | --- | --- | --- | --- | --- | --- | --- | --- | ------ | ---- |
| 2023/24 | Maserati MSG Racing | MEX | DIR | DIR | SAP | TOK | MIS | MIS | MCO | BER | BER | SHA | SHA | POR | POR | LON | LON | 8      | 21.  |
| 2023/24 | Maserati MSG Racing | 16  | 20  | DNF | 15  | 17  | DNF | 9   | 20  | 17  | 7   | 19  | 17  | 16  | 12  | 18  | DNF | 8      | 21.  |

| Legende                      | Legende       | Legende                                                                 |
| Farbe                        | Abkürzung     | Bedeutung                                                               |
| ---------------------------- | ------------- | ----------------------------------------------------------------------- |
| Gold                         | —             | Sieger                                                                  |
| Silber                       | —             | 2. Platz                                                                |
| Bronze                       | —             | 3. Platz                                                                |
| Grün                         | —             | Platzierung in den Punkten                                              |
| Blau                         | —             | Klassifiziert außerhalb der Punkteränge                                 |
| Violett                      | DNF           | Rennen nicht beendet                                                    |
| Violett                      | NC            | nicht klassifiziert                                                     |
| Rot                          | DNQ           | nicht qualifiziert                                                      |
| Schwarz                      | DSQ           | disqualifiziert                                                         |
| Weiß                         | DNS           | nicht am Start                                                          |
| Weiß                         | WD            | zurückgezogen                                                           |
| Weiß                         | C             | Rennen abgesagt                                                         |
| Blanko                       |               | nicht teilgenommen                                                      |
| Blanko                       | DNP           | gemeldet, aber nicht teilgenommen                                       |
| Blanko                       | INJ           | verletzt oder krank                                                     |
| Blanko                       | EX            | ausgeschlossen                                                          |
| sonstige Formate und Zeichen | P/fett        | Pole-Position                                                           |
| sonstige Formate und Zeichen | kursiv        | Schnellste Rennrunde (ab 2017/18: Schnellste Rennrunde der ersten Zehn) |
| sonstige Formate und Zeichen | unterstrichen | Führender in der Gesamtwertung                                          |
| sonstige Formate und Zeichen | °             | FanBoost                                                                |
| sonstige Formate und Zeichen | *             | nicht im Ziel, aufgrund der zurückgelegten Distanz aber gewertet        |
| sonstige Formate und Zeichen | ( )           | Streichresultat                                                         |